# التیناتاش، بزدوگان
التیناتاش، بزدوگان (به لاتین: Altıntaş, Bozdoğan) یک منطقهٔ مسکونی در ترکیه است که در استان آیدین واقع شده‌است.

## خصوصیات
التیناتاش ۱٬۲۳۲ نفر جمعیت دارد.